# 河野直践
河野 直践（こうの なおふみ　1961年8月16日-2011年8月7日）は、日本の農学者。
協同組合論に詳しい。反原発論者でもあった。

## 略歴
東京都生まれ。武蔵高等学校卒、1985年東京大学法学部を卒業。全国農協中央会に就職。1991年同会から（財）協同組合経営研究所に派遣。1997年東大大学院農学研究科博士課程修了。1998年茨城大学人文学部助教授、2004年教授。

## 著書
- 『協同組合の時代 近未来の選択』日本経済評論社 1994
- 『産消混合型協同組合 消費者と農業の新しい関係』日本経済評論社 1998
- 『食・農・環境の経済学』七つ森書館 2005
- 『新協同活動の時代』家の光協会 2007
- 『人間復権の食・農・協同』創森社 2009

### 共著・編著
- 『有機農業 農協の取り組み』荷見武敬,鈴木博共著 家の光協会 1988
- 『協同組合入門 その仕組み・取り組み』編著 創森社 2006